# Guadalaviar (Teruel)
Guadalaviar es un municipio y localidad española de la provincia de Teruel, en la comunidad autónoma de Aragón. El término municipal, ubicado en la comarca de la Sierra de Albarracín, tiene una población de 237 habitantes (INE 2024).

## Geografía
El municipio tiene un área de 28,08 km². Está situado en plena sierra de Albarracín, a más de 1500 m sobre el nivel del mar y al pie de la Muela de San Juan. Dista 75 km de Teruel. Se encuentra ubicado dentro de la reserva nacional de caza de los Montes Universales.

El término municipal es montañoso, con relieves cársticos muy erosionados, cubiertos en gran parte por bosques de pino silvestre y pastos, aprovechados por una ganadería principalmente ovina. En el municipio se practica la trashumancia, pastando el ganado en verano, y desplazándose en invierno a la meseta y Andalucía. La agricultura queda relegada a unas pocas zonas, principalmente en las faldas de la Muela de San Juan.

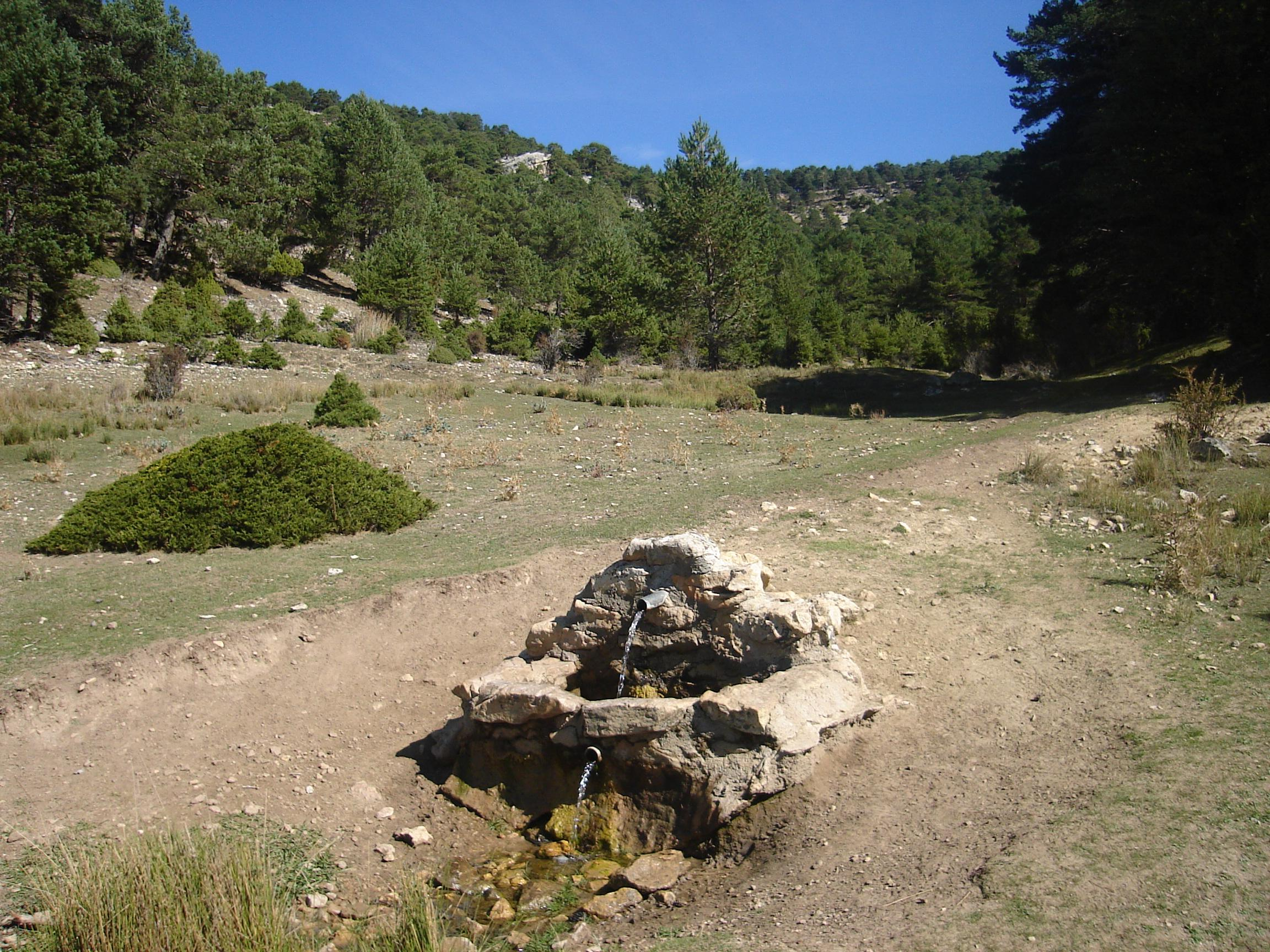
Nacimiento del río Guadalaviar, llamado Turia a partir de Teruel

Allí nace el río Guadalaviar, que tras pasar por Teruel pasa a llamarse Turia. A pocos kilómetros del pueblo se encuentra también el nacimiento del río Tajo, donde existe un monumento alusivo. Junto al pueblo se encuentra La Dehesa, que comparte con los municipios de Villar del Cobo y Griegos. Existen en el término varias fuentes y merenderos.
Habita la zona una fauna muy variada, ya que además de los pequeños mamíferos y aves comunes, existen también ciervos, jabalíes, zorros y multitud de rapaces. Guadalaviar es la población más occidental de toda la sierra de Albarracín, y se encuentra junto a los límites provinciales de Guadalajara y Cuenca.

## Historia
El 21 de junio de 1257, por privilegio del rey Jaime I dado en Teruel, este lugar pasa a formar parte de la Sesma de Villar del Cobo en la Comunidad de Santa María de Albarracín, que dependían directamente del rey, perdurando este régimen administrativo siendo la única que ha permanecido viva tras la aplicación del Decreto de Disolución de las mismas, en 1837, teniendo su sede actual en Tramacastilla.
En la Edad Media, el territorio fronterizo entre las Comunidades de Albarracín y la Molina era denominado «el patil de sierra». Los usos y aprovechamientos de esta zona eran compartidos por las dos comunidades, pero al no haber sido deslindada, ambas discrepaban sobre su titularidad. El patil formaba un triángulo cuyo vértice septentrional se situaba en el norte del actual término de Orihuela del Tremedal y, por el sur, ocupaba gran parte de los términos municipales de Griegos, Villar del Cobo, y Guadalaviar. Estas tierras se encontraban muy alejadas de los núcleos más importantes de Albarracín y Molina de Aragón. Los moradores de Guadalaviar aparecen, al igual que los de Griegos, como vecinos de Villar del Cobo, al depender aquellas aldeas de este lugar. Era, pues, al concejo de Villar del Cobo a quien correspondía defender sus intereses.
La propiedad de esta área era dudosa desde la época de la repoblación. En 1354, este territorio fronterizo fue declarado oficialmente comunal para ambas partes e indiviso. En 1356, se promovió una nueva sentencia para afianzar el carácter comunal del patil, pero las hostilidades no cesaron. Las invasiones del patil por parte de los de Molina fueron muy frecuentes, y también los vecinos aragoneses emprendieron iniciativas hostiles. Los habitantes de Guadalaviar participaron activamente en los conflictos territoriales, ya que el municipio, situado dentro de la Comunidad de Albarracín, era fronterizo con las tierras comunales objeto de las pretensiones territoriales de Molina. Finalmente, los reyes Martín I de Aragón, y Enrique III de Castilla iniciaron el 8 de octubre de 1404 las negociaciones para un nuevo acuerdo. En virtud del mismo se promulgó sentencia en 1407, por la cual el patil quedó dividido en dos partes entre ambas comunidades.
Guadalaviar, al igual que Griegos, fue en sus orígenes una aldea dependiente del pueblo de Villar del Cobo, fundada para el aprovechamiento de los pastos y montes de la zona. El aumento de la población, unido a lo aislado que quedaba Guadalaviar de Villar del Cobo, especialmente en los inviernos, hizo plantearse a la autoridad esclesiástica la construcción de una iglesia que prestase servicio a las gentes de Guadalaviar, sin depender de la del Villar. Como dicta este Decreto del 11 de mayo de 1575:

"Nos Juan de Muñatones por la gracia de Dios y de la sancta yglesia de Roma, obispo de las Yglesias de Albarracín y Segorbe, canonica y perpetuamente unidas, como viniesemos a visitar y ver los vezinos y moradores de las massadas de Guadalaviar annexas a la parrochial del lugar del Villar del Covo y halláremos las dichas massadas haverse aumentado assi en cassas como en copioso número de gente y estar muy apartados y a tras mano de la dicha parrochial del Villar del Covo de donde administran los sacramentos y muchas veces por la muchedumbre de nieves, aguas y frios pasan quatro meses que no oyen misa ni ningun oficio divino, ni el vicario de la dicha parrochial por la causa sobredicha puede venir en tiempo de necesidad de administrar los sanctisimos sacramentos, por lo qual algunas personas se mueren sin rescevir los dichos sacramentos, muriendose muchos niños sin rescivir agua del Sto. Baptismo y los cuerpos de algunos que mueren por las dichas causas no se les da tan presto ecclesiastica sepultura. Por tanto para poner remedio y dar orden en lo que tanto importa a la salud y bien espiritual de las almas de los dichos vezinos y moradores de dichas massadas de Guadalaviar le hacemos gracia y merced para que puedan tener y tengan un presbitero que les diga misa y administre los sanctos sacramentos y que puedan edificar y edifiquen una yglesia juncto a las mesmas massadas y señalar cimenterio donde se puedan enterar, en la qual yglesia después de acavada puedan tener y tengan el Sanctisimo Sacramento de la eucharistia reservado, poniendo en ella fuentes baptismales y todo lo demás que en una parrochial es necesario y hasta tanto que la dicha yglesia que se ha de hazer sea la hermita del señor San Juan Baptista que está sobre el lugar y massadas en la qual se ponga pila para baptizar y se entierren los dichos vezinos y moradores y oygan los divinos oficios u hagan sus velaciones hasta tanto que sea hecha la dicha yglesia donde se ha de reservar el Santissimo Sacramento (...) En testimonio de lo qual mandamos dar y dimos la presente firmada de nuestro nombre y sellada con nuestro sello y referendada por nuestro secretario apostolico. Datis en las dichas massadas a once dias del mes de mayo año de mil y quinientos y sesentea y cinco. Joannes Episcopus.- Por mandato de su Señoría Rvda. Michael de Gary."

En virtud de este decreto, la ermita de San Juan Bautista quedó provisionalmente convertida en iglesia, desmembrándola de la de Villar del Cobo, hasta que poco después fue construida la nueva iglesia, como exigían las circunstancias de aumento de población y parroquialidad. La iglesia actual, del siglo XVIII, está consagrada a Santiago el Mayor.
Las concesiones de jurisdicción que el rey Felipe III hizo a Guadalaviar y a Griegos el 16 de marzo de 1620 las convirtió de iure en aldeas de la Comunidad. Villar del Cobo tuvo que celebrar una concordia con las nuevas aldeas para que no se lesionaran los intereses comunes de pastos, aprovechamiento de montes, etc. Guadalaviar adquirió su condición de municipio independiente el 22 de junio de 1694, más de un siglo después de haber conseguido su independencia parroquial. En la concordia referida se acordó que Guadalaviar tuviera su propio término.
A mediados del siglo XIX, el lugar tenía contabilizada una población de 411 habitantes. Aparece descrito en el noveno volumen del Diccionario geográfico-estadístico-histórico de España y sus posesiones de Ultramar de Pascual Madoz de la siguiente manera:

GUADALAVIAR ó GUALAVIAR: l. con ayunt. en la prov. de Teruel (10 leg.), part. jud. y dióc. de Albarracin (5), aud. terr. y c. g. de Zaragoza (28): sit. en lo mas elevado de la sierra que lleva el nombre del part. jud. á la falda de la muela de San Juan por la parte del S., en terreno quebrado y montuoso, é inmediato á la confluencia de las prov. de Teruel, Guadalajara y Cuenca, con buena ventilacion y clima sano aunque muy frio, por hallarse la tierra cubierta de nieve la mitad del año y reinar los vientos del N. Consta de 76 casas, 6 calles y una plaza formando cuerpo de pobl.; entre las primeras está la del ayunt. sin nada notable; hay una escuela de niños concurrida por 28 y dotada con 500 rs.; una fuente de cuyas aguas puras y de escelente sabor se surten los vec.; igl. parr. (Santiago Apóstol), servida por un cura de provision ordinaria y una ermita (Sta. Ana) á la salida y á la parte E. del pueblo. Confina el térm. por el N. con Griegos (1 leg.); E. Villar (1) y Frias (2); S. Huelamo (2 y 1/2), y O. Tragacete (3): en lo ant. existió en este térm. un cas. llamado Valdeminguete que hoy se halla arruinado y solo queda una casa. A la distancia de 1/4 de leg. del pueblo que describimos y a la parte del N. nace el r. del mismo nombre que despues de atravesar los partidos de Albarracín y Teruel y toda la prov. de Valencia entra en el mediterráneo con el nombre de Turia después de haberse llamado antes r. Blanco: la descripcion minuciosa del Guadalaviar la hacemos en art. separado (V.). El terreno es montuoso, quebrado, seco y de mala calidad, distinguiéndose especialmente 2 montes, llamado el uno La Muela y otro La Dehesa, los cuales crian pinos albares, escelentes para maderas de construccion; los precitados montes son de aprovechamiento comun con los pueblos del Villar del Cobo y Griegos; tiene ademas algunos prados naturales, abundantes en yerbas, especialmente vallo y trebol. Los caminos son todos de herradura en mal estado; conducen á los pueblos limítrofes. La correspondencia se recibe por peaton de la estafeta de Albarracin, una vez en la semana. ind.: la agrícola y 2 molinos harineros de balsa, represa y cubo que la mayor parte del año estan parados por falta de fuerza motora. prod.: centeno en cantidad insuficiente para el consumo del pueblo, por lo cual los hombres emigran á Andalucía en tiempo de invierno en busca de trabajo; hay ganado lanar, vacuno y cabrio y caza de liebres, y perdices y algunos venados. pobl.: 102 vec., 411 alm. cap. imp.: 60,212 rs. El presupuesto municipal asciende á 4,495 rs. que se cubren con 630 rs. del arriendo de un molino harinero, 500 de un horno, 1,100 de 2 deh. y 2,767 con 5 mrs. por reparto vecinal.
Este pueblo y el de Griegos eran barrios de la v. del Villar de Cobos basta el año 1692 que se separaron formando cada uno su ayunt., mas hasta el dia conservan pro indiviso su térm. y aprovechamiento de sus montes, deh., prados y pastos.
(Madoz, 1847, p. 9)

## Demografía
Guadalaviar cuenta con una población de 237 habitantes (INE 2024).
| Gráfica de evolución demográfica de Guadalaviar entre 1842 y 2021                                                   |
| |
| Población de derecho según los censos de población del INE Población de hecho según los censos de población del INE |

## Administración y política
| Período                       | Alcalde                                                               | Partido | Partido |
| ----------------------------- | --------------------------------------------------------------------- | ------- | ------- |
| 1979-1979 1979-1980 1980-1983 | Antonio Alamán García Domingo Aragón Alamán Eulalio Belenchón Soriano | UCD     |         |
| 1979-1979 1979-1980 1980-1983 | Antonio Alamán García Domingo Aragón Alamán Eulalio Belenchón Soriano | UCD     |         |
| 1979-1979 1979-1980 1980-1983 | Antonio Alamán García Domingo Aragón Alamán Eulalio Belenchón Soriano | UCD     |         |
| 1983-1987                     |                                                                       |         |         |
| 1987-1991                     |                                                                       |         |         |
| 1991-1995                     |                                                                       |         |         |
| 1995-1999                     |                                                                       |         |         |
| 1999-2003                     |                                                                       |         |         |
| 2003-2007                     |                                                                       |         |         |
| 2007-2011                     |                                                                       |         |         |
| 2011-2015                     | Begoña García Belenchón                                               | PP      |         |
| 2015-2019                     | Rufo Soriano Pérez                                                    | PSOE    |         |

| Partido político    | Partido político                                   | 2003   | 2007   | 2011   | 2015   | 2019   |
| Partido político    | Partido político                                   | Ediles | Ediles | Ediles | Ediles | Ediles |
|                     | Partido de los Socialistas de Aragón (PSOE-Aragón) | 2      | —      | —      | 3      | 3      |
|                     | Partido Aragonés (PAR)                             | 3      | 3      | 2      | 2      | 1      |
|                     | Partido Popular de Aragón (PP)                     | 2      | 3      | 3      | —      | 1      |
|                     | Chunta Aragonesista (CHA)                          | —      | 1      | 0      | —      | —      |
|                     | Izquierda Unida (IU)                               | —      | 0      | —      | —      | —      |
| Total de concejales | Total de concejales                                | 7      | 7      | 5      | 5      | 5      |

## Patrimonio

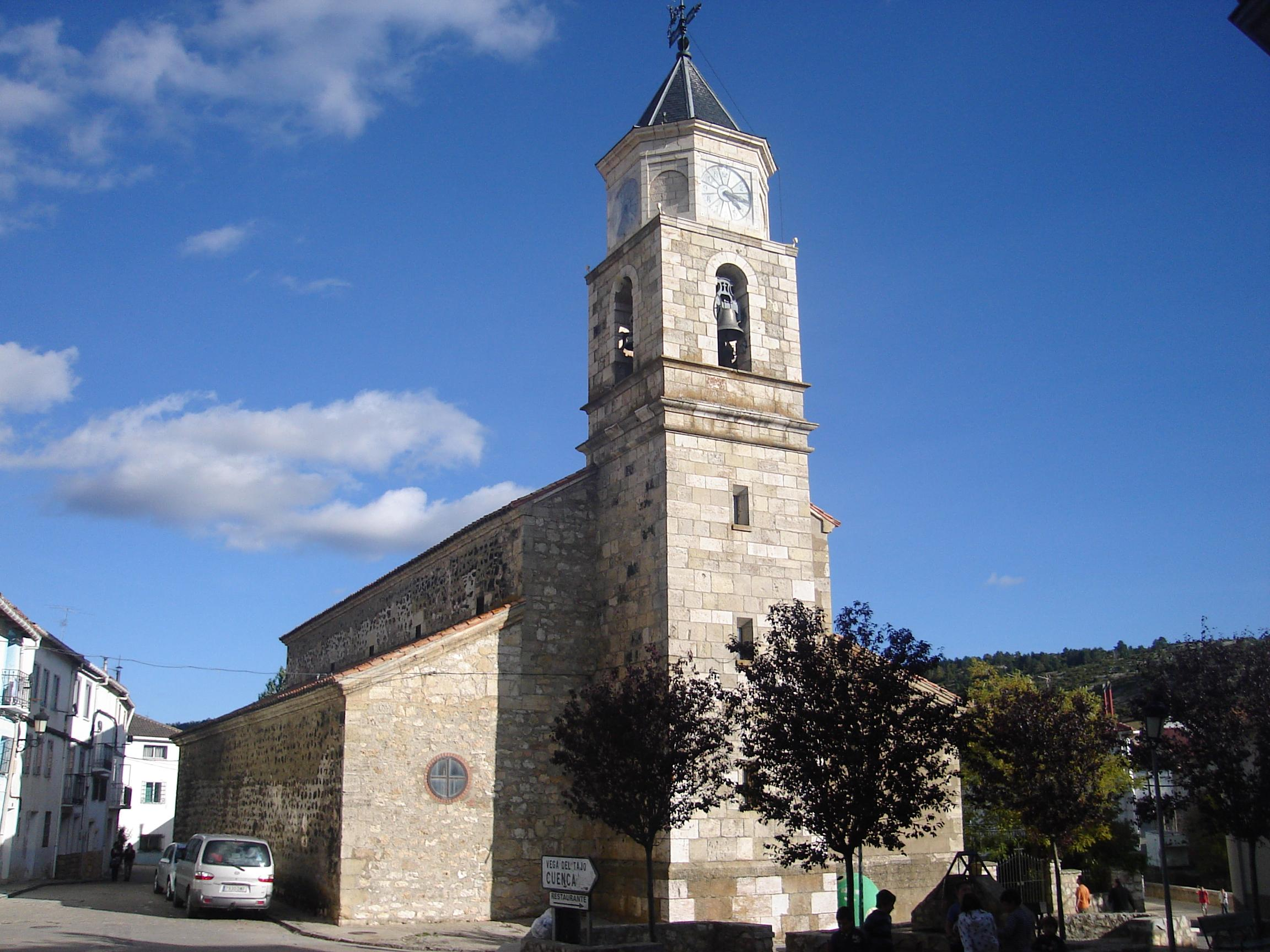
Iglesia de Santiago el Mayor

En la localidad hay una iglesia bajo la advocación de Santiago Apóstol.

## Fiestas
Las fiestas patronales se celebran en honor de Santiago Apóstol, y son del 24 al 29 de julio. Durante las mismas se celebran diversas actividades, que pueden variar de un año a otro, pero son actividades comunes el anuncio de las fiestas mediante el volteo general de campanas, la procesión y la misa, el pregón de las fiestas, y las orquestas con baile.
La Virgen del Cubo es una festividad que se celebra el 7 de diciembre en la que se construye una hoguera de grandes dimensiones y se coloca un cubo en lo alto de ésta.
Merece una mención especial la celebración de la fiesta de los Mayos, que tiene lugar la noche del 30 de abril al 1 de mayo, una tradición que exalta la primavera y cuyos orígenes se remontan a las culturas fenicia y griega. Este festejo, que se ha ido transmitiendo de padres a hijos durante siglos, tiene lugar en diversas poblaciones de la sierra de Albarracín.
En Guadalaviar todo empezaba la noche del 30 de abril con el sorteo de mayas (mujeres) y mayos (hombres) y también de la Virgen y el Niño. El mozo al que le tocaba la virgen era el encargado de organizar todas las fiestas de los mozos del año y la moza a la que le había correspondido el Niño tenía como misión el bordado de un banderín que se colocaba en lo alto de un "pimpollo", un pino de grandes dimensiones que se cortaba en La Dehesa, se pelaba y arrastraba, y se plantaba en la noche de San Juan. Con la venta de este pimpollo se costeaba el gaitero de las fiestas.
Una vez sorteadas las mayas y los mayos, los mozos formaban una rondalla que iba de puerta en puerta anunciando a cada moza el mayo de le había tocado. Existían diversas manifestaciones para repudiar al mayo, tales como encender la luz de la habitación o acudir a Misa al día siguiente con el mantón al revés. El mozo repudiado podía resignarse o "castigar" a la moza con cánticos y coplillas alusivas a su despecho.
En la actualidad la tradición sigue viva pero la fiesta maya es más un atractivo turístico y un motivo de fiesta que un ritual de noviazgo y casamiento como lo era antaño. En Guadalaviar se mantiene el sorteo de mozos y mozas y la rondalla recorre después las calles cantando y recaudando dinero. Con la cantidad recogida se prepara una comida típica al día siguiente. La Asociación Cultural Rioblanco mantiene viva esta tradición año tras año.
| |
| Fuente de los Humideros. Una de las numerosas fuentes del término municipal de Guadalaviar, situada dentro de la dehesa |

| |
| Refugio del Molino; detrás se halla la fuente del mismo nombre y una zona habilitada como merendero |

| |
| Vega del río Tajo desde el puerto del Portillo (1790 m), en el término de Guadalaviar. Se encuentra entre la sierra de Albarracín y la Serranía de Cuenca, dentro de los Montes Universales |

| |
| La fuente Félix, dentro de la dehesa, es muy popular en el municipio. Cerca hay un área recreativa |